# Sestino
Sestino är en kommun i provinsen Arezzo, i regionen Toscana. Kommunen är den kommun i Toscana som ligger längst österut. Kommunen hade 1 282 invånare (2018) och gränsar till kommunerna Badia Tedalda, Belforte all'Isauro, Borgo Pace, Carpegna, Casteldelci, Mercatello sul Metauro, Pennabilli samt Piandimeleto.